# En attendant le vote des bêtes sauvages
En attendant le vote des bêtes sauvages est un roman en langue française de l'écrivain ivoirien Ahmadou Kourouma, publié aux Éditions du Seuil le 26 août 1998.
Le récit décrit l’ascension du maître-chasseur Koyaga, et son exercice du pouvoir comme Président de la République du Golfe. Redoutable guerrier, il est un autocrate brutal dont le pouvoir repose sur deux piliers majeurs : l’armée et la magie. Koyaga parvient à se maintenir au pouvoir plus de trente années durant, au rythme des faux complots ourdis par ses services. Ce sont autant de prétextes pour multiplier les purges politiques, ainsi que les célébrations à la gloire du despote.
En attendant le vote des bêtes sauvages est une fresque historique qui dépeint l’Afrique et ses potentats pendant la Guerre froide. Koyaga et ses homologues dictateurs portent des noms fictifs, mais sont inspirés de dirigeants africains bien réels de la seconde moitié du XXe siècle.
Ahmadou Kourouma propose une lecture personnelle et nuancée des événements et des dynamiques en vigueur dans les États africains qui, après la dissolution de l’Empire colonial français, accèdent progressivement à l’indépendance, toute relative néanmoins à cause du néocolonialisme. L’auteur aborde de façon critique et ironique certaines traditions africaines, la colonisation, la tyrannie et la démesure des chefs d’États africains, ainsi que l’hypocrisie des Occidentaux ;: « Sa démarche créatrice [consiste à] mettre les atouts de la fiction au service de la vérité historique, d’en faire une voie d’accès à la mémoire du présent, de traquer dans le merveilleux romanesque et l’invraisemblable du récit fictionnel la réalité du monde et des êtres ».

## Résumé
Le roman prend la forme d’un donsomana, chant des récits de chasse dans la culture malinké, qui s’étend sur six veillées. 

### Veillée I
Tchao, le père de Koyaga est un champion de lutte parmi les hommes nus montagnards, un peuple que les colonisateurs ont abandonné aux curés, car ils ne sont pas encore colonisables. Il devient le premier homme nu à se joindre à l’armée française. Pendant la Première Guerre mondiale, il est blessé au front à Verdun et récompensé de plusieurs honneurs militaires. Lors de son retour auprès des montagnards, il conserve ses habits, car il ne peut afficher ses médailles en étant nu. En s’habillant, les Français croient que les hommes nus sont enfin colonisables. Les montagnards combattent les Français, mais finissent par perdre. Tchao est emprisonné, alors que son fils Koyaga a sept ans. Avec l’arrivée de la colonisation, Koyaga est envoyé à l’école, mais lors de la période de l’harmattan (saison de la chasse) Koyaga retourne toujours à la montagne. Ces périodes d’absence mènent à l’enlisement de Koyaga à l’école des enfants de troupe et il part combattre pour la France en Indochine. Pour ses exploits militaires, Koyaga est récompensé de médailles militaires et rentre chez lui comme rapatrié sanitaire. Nadjouma, la mère de Koyaga était aussi championne de lutte et épouse Tchao à travers le rituel du mariage-rapt. Lorsque Tchao est envoyé en prison, Nadjouma l’accompagne dans la ville et à la mort de son mari, se lie à un pharmacien qui provoque une crise chez Nadjouma en la demandant en mariage. Nadjouma est envoyée chez le marabout Bokano, qui la guérit et découvre qu’elle est née avec les dons de la divination. Il l’instruit dans l’art de la divination et la géomancie, avant qu’un de ses trésors, un aérolithe, ne désigne Nadjouma comme la nouvelle détentrice de la pierre. Au moment de lui donner l’aérolithe, Bokano annonce à Nadjouma que son fils Koyaga est de la race des maîtres, qui doivent savoir s’arrêter à temps, mais que malheureusement il ne saura s’arrêter et ira trop loin. Pour qu’il soit gratifié d’une longue vie, Bokano place Koyaga sous la protection de son Coran et Nadjouma place sous la protection de sa pierre aérolithe.

### Veillée II
Au retour de Koyaga dans la République du Golfe comme rapatrié sanitaire, l’armée française lui accorde un pécule pour son service en Indochine, il s’achète un fusil et retourne à son village natal. À Tchaotchi, lors de l’harmattan, il tue une panthère solitaire qui terrorisait les villageois. Après l’avoir tué, Koyaga tranche la queue de la panthère et l’enfonce dans sa bouche afin d’éteindre les puissants nyamas de la bête. Koyaga tue de cette façon d’autres monstres qui terrorisaient son village, avant de se réengager dans la guerre d’Algérie. Cependant, à son retour le pays vient d’accéder à l’indépendance et le nouveau président, Fricassa Santos, conserve les rentes militaires pour les fonds de l’État. En apprenant ceci, Koyaga s’attaque au directeur de cabinet et se fait arrêter par les autorités. Il est emprisonné dans la même cellule que son père, où, avant de s’échapper, décide d’assassiner le Président. Bokano et Nadjouma fabriquent des talismans pour lui permettre de réaliser la tâche. Après une longue nuit où le Président Fricassa Santos se métamorphose afin de se cacher de Koyaga et ses lycaons (son armée), Koyaga réussit à le tuer en l’atteignant d’une flèche empoisonnée. Après la mort de Fricassa Santos, le pouvoir est divisé en quatre par l’occident. Koyaga devient ministre de la Défense, le colonel Ledjo devient président du comité du salut public, Tima devient président de l’Assemblée et J-L Crunet est nommé président du gouvernement provisoire. Les quatre hommes se battent pour le pouvoir et des alliances se forment. Sous le prétexte de la réconciliation, Ledjo et Tima organisent une rencontre où ils assassinent Crunet et tentent de tuer Koyaga. Cependant, celui-ci survit et assassine et castre Ledjo et puis Tima. Afin de confirmer son ascension au pouvoir, le nouveau président Koyaga ne doit que partager une proclamation déclarant son pouvoir absolu à la radio nationale. C’est à la radio qu’il rencontre Maclédio, qui améliore la proclamation avant qu’elle ne soit diffusée et devient rapidement proche conseiller de Koyaga.

### Veillée III
Description du parcours de Maclédio, ministre de l’Intérieur et de l’orientation nationale de la République du Golfe. Né avec un noro funeste (le noro détermine et explique la prédestination de chaque personne) Maclédio est condamné à quitter son village avant l’âge de huit ans à la recherche de son «homme de destin», qui lui permettra de neutraliser son noro et d’annihiler sa damnation. La quête de Maclédio pour son homme de destin lui fera quitter la République du Golfe, il ira au Cameroun, au Sahara et passera plusieurs années en France, avant d’offrir ses services au dictateur de la République des Monts. Il devient responsable de l’idéologie de la radio avant d’être accusé de complot contre le dictateur. Après plusieurs années d’emprisonnement, il se fait libérer par le Président Fricassa Santos, et retourne à la République du Golfe et devient célèbre animateur de la radio nationale. La rencontre entre Maclédio et Koyaga se fait dans les heures qui suivent immédiatement suivant sa montée au pouvoir. Lors de cette rencontre, Maclédio réalise que Koyaga est son homme de destin.

### Veillée IV
Après l’assassinat de J-L Crunet, de Ledjo et de Tima, l’ascension au pouvoir de Koyaga est presque complète. Avant de pouvoir poser un acte de chef d’État, il doit procéder à un voyage initiatique et rencontrer les plus prestigieux chefs d’État de l’Afrique. Koyaga commence son voyage par la République des Ébènes où «le dictateur au totem caïman» lui apprend l’importance de ne pas séparer la caisse d’État de sa caisse personnelle, de ne pas instituer une distinction entre vérité et mensonge et de ne pas faire confiance à ses proches. Le voyage de Koyaga se poursuit au Pays aux Deux Fleuves, où «le dictateur au totem hyène» défend la prison comme la principale institution d’un gouvernement à Parti unique. Le prochain arrêt de Koyaga est à la République du Grand Fleuve, où «l’homme au totem léopard» vit en permanence sur son bateau. Selon lui, l’authenticité d’un vrai chef africain engendre la présence d’une ambiance de fête permanente. Le dernier arrêt de Koyaga est au pays des Djebels et du Sable, où il existe traditionnellement une lutte perpétuelle entre le roi et son peuple. Afin de distraire son peuple, «l’homme au totem chacal» instaure une guerre sans fin au nord du pays. Tout juste avant le départ de Koyaga, il l’informe de la préparation d’un complot contre lui, et recommande qu’il évite l’aéroport de la capitale de la République du Golfe.

### Veillée V
Koyaga sera la cible de trois complots en moins de trois ans. À son retour du voyage initiatique, une mitraillette devait prendre l’avion en enfilade lors de son atterrissage. Le tireur d’élite responsable de cette tâche était saoul et drogué et ne réussit pas à tirer un seul coup de feu. Koyaga et Maclédio en sortent indemnes. Une investigation révèle que le complot était organisé par des communistes. Lors du second complot contre le dictateur, l’avion dans lequel Koyaga voyageait s’écrase en pleine forêt. On ne retrouve pas le corps de «l’homme au totem faucon» parmi les morts. Soupçonné d’avoir été expulsé de l’avion, plusieurs journées de recherches passent sans que l’on retrouve le corps du dictateur. C’est parce qu’il est vivant, à peine blessé, aux côtés de sa mère. De nouveau, Koyaga détermine que les communistes sont responsables de l’attaque. La chance du dictateur ne peut être expliquée autrement que par la protection de sa mère sorcière et de son aérolithe ainsi que grâce au marabout Bokano et son Coran. Un autre complot communiste ne réussit pas à tuer Koyaga. Un matin lors de la levée du drapeau un soldat à moins de dix mètres du dictateur tire et rate sa cible. Après tant d’attentats contre sa personne, Koyaga établit plusieurs précautions : un vaste réseau de renseignement s’étend dans tous les coins de la République, les membres de la garde présidentielle viennent tous de son clan, les enfants de Koyaga sont soit préparés au métier des armes ou se marient à des officiers. Malgré ceci, un quatrième complot, organisé par son gendre et son beau-frère échoue. Comme dans les autres attentats échoués, le désespoir pousse les comploteurs à s’émasculer et ensuite à se suicider.

### Veillée VI
Pour célébrer les trente ans de la prise de pouvoir du dictateur, d’immenses célébrations sont préparées et plusieurs remises de prix, au dictateur ainsi qu’aux citoyens ayant fait preuve de grande loyauté. Un grand défilé à l’honneur de Koyaga dure plus de huit heures. Cependant, l’opulence de ces célébrations ainsi que la chute des prix des matières premières de la République sur le marché international vident la Caisse de stabilisation des produits agricoles. Les salaires ne peuvent plus être réglés, une entente minime est donc conclue avec le FMI. Avec la fin de la guerre froide, soufflent les premiers vents de la démocratie. Les bikarolos, chômeurs ayant abandonné l’école et refusant le travail dans les champs, se lancent dans la révolution. La distribution de tracts pro démocratie se multiplient ainsi que les escarmouches entre bikarolos et les forces de l’ordre. L’occident exige que Koyaga arrête le massacre et commence un dialogue avec les manifestants. La guerre froide étant terminée, les menaces de Koyaga de passer dans le camp communiste ne ressortent plus d’effet auprès de l’occident. L’Assemblée nationale de Koyaga accepte toutes les revendications des manifestants, mais les bikarolos ne sont toujours pas satisfaits. Une conférence nationale est organisée et la destitution du dictateur est réclamée. Cependant, la misère engendrée par le processus de démocratisation permet à Koyaga de regagner la faveur du peuple. De nouveau Guide suprême, Koyaga est la cible d’un nouvel attentat. Il survit, mais décide d’attendre plusieurs jours avant d’annoncer officiellement que l’attentat avait échoué. Durant cette période, les dictateurs de tous les pays africains envoient des agents afin de récupérer l’aérolithe de la mère, Nadjouma et le Coran du marabout Bokano. En apprenant ceci, Koyaga retourne à son village natal et est incapable de retrouver ses protecteurs. Koyaga sait que dans de telles circonstances, sa seule option est d’entreprendre son geste purificatoire de maître chasseur, son donsomana cathartique.

## Titre de l'œuvre
Énigmatique, le sens du titre En attendant le vote des bêtes sauvages ne s’éclaircit qu’à la fin du roman. Alors que le contexte pousse Koyaga à préparer des élections présidentielles démocratiques auxquelles il compte se présenter, il a la certitude d'être élu : il sait que « si d’aventure les hommes refusent de voter pour [lui], les animaux sortiront de la brousse, se muniront de bulletins et [le] plébisciteront ».
Kourouma envisageait initialement d’intituler son roman « Le geste du Maître chasseur », mais d’après lui ce titre ne révélait pas suffisamment la dimension politique. L’ouvrage aurait également pu s’appeler « Le Donsomana du Guide suprême », mais Kourouma s’est finalement ravisé, jugeant que le terme de « donsomana » n’était pas assez parlant pour le lectorat français.

## Personnages principaux
Koyaga : protagoniste du roman, ancien militaire dans le corps des tirailleurs sénégalais, il renverse le président Fricassa Santos pour prendre sa place. Il n’hésite pas à organiser la mort de ses opposants dans des attentats qu’il attribue ensuite aux ennemis de la nation. Par deux fois, il feint sa mort afin de forcer ses ennemis à se dévoiler. Homme au totem faucon, son personnage fait référence à Gnassingbé Eyadema, président du Togo. 
Tchao : père de Koyaga, premier homme paléo (homme nu abandonné aux curés) à s’engager dans l’armée française en tant que tirailleur sénégalais. Blessé au front, il est récompensé de médailles militaires françaises. De retour à son village montagnard, Tchao refuse la nudité, car il ne peut faire tenir ses médailles sans habits. Il est arrêté par les Français en combattant la colonisation des peuples montagnards. Il meurt dans une prison française.
Nadjouma : mère de Koyaga, championne de lutte des femmes montagnardes, femme de Tchao par mariage-rapt. Elle entre en transe lors d’une demande en mariage et on l’apporte à Bokano pour qu’il la guérisse. Celui-ci l’instruit dans la divination et la géomancie. Elle devient propriétaire de l’aérolithe. Avec cet aérolithe et ses pouvoirs de géomancie, elle protègera Koyaga toute sa vie.
Bokano : Marabout avec le don de la divination. Successeur d’un saint uléma, de qui il reçoit deux trésors : un ancien Saint Coran qui permet l’invincibilité contre tous les maraboutages et un aérolithe qui protège contre toutes les sorcelleries et envoûtements. Bokano donnera cet aérolithe à Nadjouma. Bokano est un conseiller spirituel et politique de Koyaga. 
Maclédio : Associé de Koyaga, ancien animateur de la radio nationale de la République du Golfe sous Fricassa Santos, il est maintenant ministre de l’Intérieur et de l’orientation nationale de la République du Golfe. Il refuse d’abord d’accepter le règne de Koyaga, avant de s’y dévouer complètement.
Fricassa Santos : ancien président de la République du Golfe. Grand sorcier, il utilise ses pouvoirs pour assurer l’indépendance de la France. Il est assassiné par Koyaga et ses Lycaons. Le personnage renvoie au premier président togolais Sylvanus Olympio.
Bingo : sora (équivalent malinké de l’aède et du rhapsode), est le narrateur principal du donsomana : il chante les louanges de Koyaga et joue de la kora. Il est le griot musicien de la confrérie des chasseurs et a comme rôle de dire les exploits des chasseurs et encense les héros chasseurs.
Tiécoura : apprenti de Bingo, appelé «répondeur» ou cordoua. C’est un initié en phase purificatoire, un fou du roi. Il fait le bouffon, se permet tout et il n’y a rien qu’on ne pardonne pas au cordoua.
Homme au totem caïman : aussi appelé Tiékoroni ou le bélier de Fasso, dirigeant de la République des Ébènes (Côte d’Ivoire), son personnage fait référence à Félix Houphouët-Boigny.
Homme au totem hyène : aussi appelé Bossouma, dirigeant de la République des Deux Fleuves (Centrafrique), son personnage fait référence à Jean Bédel Bokassa.
Homme au totem léopard : dirigeant de République du Grand Fleuve (Zaïre), il fait référence à Mobutu Sese Seko.
Homme en blanc au totem lièvre : aussi appelé Nkoutigui Fondio, dirigeant de la République des Monts (Guinée), son personnage fait référence à Ahmed Sékou Touré.
Homme au totem chacal : dirigeant du Pays des Djebels et du Sable (Maroc), son personnage fait référence à Hassan II.
Le métis Crunet, faisant référence à Nicolas Grunitzky.

## Thématiques

### Tyrannie des dictateurs africains
Dans son roman, Kourouma s’attaque indirectement aux dictateurs qui ont pris le pouvoir dans plusieurs pays d’Afrique au cours du 20e siècle, au lendemain des indépendances. À travers son œuvre, il les décrit comme effets inéluctables du chaos instauré par les années de colonisation et également comme la cause d’un chaos aussi ravageur. Dans son écrit, Ahmadou Kourouma formule un constat ironique du continent : « l’Afrique est de loin le continent le plus riche en pauvreté et en dictatures […]. (P.354) »

## Style

### Oralité
En attendant le vote des bêtes sauvages oscille entre les types de discours. D’abord narré par un narrateur externe, le récit est ensuite passé au personnage de Bingo, donc en focalisation interne, mais qui va lui-même prendre le rôle d’un narrateur omniscient durant les veillés. Ainsi, la majorité du roman est en fait raconté au discours direct, celui de Bingo. Cependant, sa place de personnage est rapidement effacée, et il devient le véritable narrateur du roman. Par ce procédé, Kourouma offre une illusion de l’oralité et montre le lien puissant qui existe entre son œuvre et le récit conté.
Le roman présente plusieurs proverbes qui témoignent d’une tradition orale, marquant l’imaginaire des romanciers francophones d’Afrique subsaharienne.
« Il vaut mieux marcher sur la queue d’une vipère des déserts que de tenter d’être injuste à l’égard d’un montagnard […]. » (P.10) Une longue tradition d’oralité se remarque sur les œuvres africaines. Kourouma se détache toutefois du modèle réaliste que constitue le roman francophone d’Afrique subsaharienne, jusqu’aux années 1960, pour présenter un imaginaire véritablement africain. En attendant le vote des bêtes sauvages tente de conjuguer les pouvoirs magiques du récit oral traditionnel, qu’il reproduit à travers le donsomana, et les charmes de la poésie occidentale.

### Donsomana
En attendant le vote des bêtes sauvages a comme structure formelle organisatrice du récit, un chant de chasseurs, récit purificatoire et geste, appelé en malinké le donsomana ». (P.10) Le donsomana permet une construction du roman en six veillées, subdivisées en vingt-quatre séquences, scènes, tableaux ou chapitres. La relation entre ce type de récit et l’histoire racontée des trente années du pouvoir de Koyaga, fait en sorte qu’il n’y a plus d’ordre chronologique.

### Forme
La forme qui structure ce roman, est le cercle. Le récit commence quand l’histoire est terminée. En effet, le roman se structure sur une vaste rétrospective qui commence par la fin annoncée de la dictature et récapitule toute la biographie du tyran Koyaga. Cette biographie engendre des événements, qui laissent place à de nouveaux personnages, qui déclenchent successivement plusieurs boucles narratives. Le temps raconté est donc déjà clos, il ne peut pas y avoir aucun suspense, aucune attente sauf celle de l’acte magique présente dans le donsomana. Ce cercle se manifeste déjà dans le titre, répété à la toute dernière page :
« Car vous le savez, vous êtes sûr que si d’aventure les hommes refusent de voter pour vous, les animaux sortiront de la brousse, se muniront de bulletins et vous plébisciteront. » (P. 358).
Cette structure circulaire devenue un cercle vicieux suggère que le pouvoir dictatorial est un engrenage dont il est quasi impossible de sortir, même par le vote. Il n’y a presque pas de dates, donc peu de repères, le temps n’avance jamais sans reculer, il s’agit d’une temporalité mouvante et circulaire.

### Malinké
Pour Kourouma, le Malinké est bien plus qu’une langue : C’est une vision particulière du monde, une façon différente de réfléchir et de comprendre. Ainsi, lorsqu’il écrit En Attendant le vote des bêtes sauvages, le Malinké est pour lui un outil de compréhension du personnage et de son environnement puisqu’il offre un aperçu de cette logique particulière. Le but n’est pas de traduire, mais de transposer la parole, car la vulgaire traduction ne porterait pas les subtilités du langage et du sens qui lui est donné par l’individu. Le Malinké est une langue qui laisse la place au mystère et au secret, il se nourrit de l’inexplicable et refuse de dire autre chose que le nécessaire.

### La satire
L’écriture de Kourouma est constamment ironique, voire sarcastique, dans le roman, l’auteur adopte le langage de l’ennemi, pour en suggérer le revers. Dans le monde renversé instauré par Koyaga, maître-chasseur, les valeurs anciennes de la chasse sont subverties. La fraternité se réduit à une association de criminels, tuant injustement des innocents. Hommes et bêtes deviennent équivalents, comme le suggère d’ailleurs le titre En attendant le vote des bêtes sauvages. Ce titre révèle également une formule sarcastique à plusieurs effets de sens.

## Roman autobiographique
D'après un témoignage d’Ahmadou Kourouma, son roman — dédié à son oncle et son père, tous deux chasseurs, qu’il accompagnait enfant — a une forte dimension autobiographique. Les parcours de Koyaga et de Maclédio, par certains aspects, sont inspirés des expériences personnelles de l’auteur. En effet, la jeunesse de Kourouma est marquée par de nombreux voyages initiatiques ou encore par son enrôlement dans l’armée française qui le mène sur le front en Indochine.

## Distinctions
À sa parution, En attendant le vote des bêtes sauvage jouit d’un engouement critique notable. Pour son roman, Kourouma se voit décerner le Grand prix Poncetton 1998 de la Société des gens de lettres, ainsi que le Prix du Livre Inter 1999.

## Éditions
En attendant le vote des bêtes sauvages a connu quatre éditions successives en France :
- Parution originale aux Éditions du Seuil, dans la collection « Cadre rouge » en 1998  (ISBN 2-02-033142-X).
- Réédition en format poche aux Éditions du Seuil, dans la collection « Points » en 2000  (ISBN 978-2-02-041637-5).
- Intégration au sein de l’anthologie Kourouma parue aux Éditions du Seuil, dans la collection « Opus » en 2010  (ISBN 978-2-02-103461-5).
- Réédition en format poche aux Éditions Points, dans la collection « Signatures » en 2019  (ISBN 978-2-7578-7710-4), avec ajout d’une préface de David Diop.

## Adaptations
Le roman de Kourouma est adapté au théâtre à deux reprises[pas clair] : 
- En 1999, sous le nom Les Paléos, résultat de la collaboration du metteur en scène français Patrick Collet et de la compagnie de théâtre ivoirienne Ymako Theatri. La première représentation a lieu au Festival des Arts de la Rue de 1999. Une tournée à travers l’Afrique (1999) et des représentations au Théâtre International de Langue Française à Paris (mai 2000) suivront[7],[8],[9].
- En 2008, une seconde adaptation sous la forme d’un opéra-théâtre est mise en scène par Sugeeta Fribourg. La première représentation est donnée le 26 février 2008 à l’Opéra de Reims[10].
- En 2011, le réalisateur burkinabé Missa Hébié adapte le roman de Kourouma au cinéma avec le long-métrage En attendant le vote....